# Maurice Bourgès-Maunoury
Maurice Bourgès-Maunoury (n. 19 de Agosto de 1914 - f. 10 de Fevereiro de 1993, Paris) foi um político francês. Ocupou o cargo de primeiro-ministro da França, entre 12 de Junho de 1957 a 6 de Novembro de 1957.

## Primeiro ministro
Ele se tornou primeiro-ministro em junho de 1957.
Enquanto ele era primeiro-ministro, o governo francês conseguiu a ratificação parlamentar do Tratado de Roma.
Ele foi sucedido como primeiro-ministro em novembro de 1957 por Félix Gaillard.

## Controvérsia
Como ministro do Interior, nomeou o polêmico Maurice Papon à frente da Prefeitura de Polícia em 1958, funções que manteve durante o massacre de 1961 em Paris.

## Sob aQuintaRepública
Ele se opõe ao retorno de De Gaulle ao poder e fez campanha contra a Constituição da Quinta República.
Ele foi candidato nas Landes nas eleições legislativas de 1973. Mas, apesar do apoio da maioria, não conseguiu voltar à Assembleia Nacional, derrotado pelo deputado socialista cessante Henri Lavielle.

## Morte
Ele morreu em Paris em 1993.

## Ministério de Bourgès-Maunoury, 13 de junho - 6 de novembro de 1957
- Maurice Bourgès-Maunoury - Presidente do Conselho
- Christian Pineau - Ministro das Relações Exteriores
- André Morice - Ministro da Defesa Nacional e Forças Armadas
- Jean Gilbert-Jules - Ministro do Interior
- Félix Gaillard - Ministro da Fazenda e dos Assuntos Econômicos
- Édouard Corniglion-Molinier - Ministro da Justiça
- René Billères - Ministro da Educação Nacional, Juventude e Esportes
- André Dulin - Ministro dos Veteranos e Vítimas da Guerra
- Gérard Jaquet - Ministro da França Ultramarina
- Édouard Bonnefous - Ministro das Obras Públicas, Transportes e Turismo
- Albert Gazier - Ministro dos Assuntos Sociais
- Max Lejeune - Ministro do Saara
- Félix Houphouët-Boigny - Ministro de Estado